# BMW X3
La BMW X3 è un'autovettura di tipo SUV di segmento D prodotta a partire dal 2003 dalla casa automobilistica tedesca BMW in quattro generazioni.

## Descrizione
Presentata per la prima volta nell'ottobre 2003 al salone di Francoforte, la X3 è il secondo dei tre SAV (Sport Activity Vehicle, così sono chiamati i SUV della BMW) prodotti finora dalla casa bavarese, dopo la più grande X5 e quasi 7 anni prima del più piccolo X1.

## Serie
Sono quattro le serie in cui la X3 è stata prodotta.
| BMW E83   | BMW F25   | BMW G01   | BMW G45 |
| --------- | --------- | --------- | ------- |
|           |           |           |         |
|           |           |           |         |
| 2004-2010 | 2010-2017 | 2017-2024 | 2024-   |